# Cynegils av Wessex
Cynegils av Wessex, död 642, var en engelsk monark. Han var kung av Wessex 611–642. 